# Mycale thielei
Espèce
Mycale thielei est une espèce d'éponges de la famille des Mycalidae.

## Distribution
L'espèce est décrite des côtes chiliennes, dans l'océan Pacifique.

## Taxinomie
L'espèce Mycale thielei est décrite en 1994 par Eduardo Hajdu et Ruth Desqueyroux-Faúndez.